# Tabanus hakkariensis
Tabanus hakkariensis är en tvåvingeart som beskrevs av Schacht 1983. Tabanus hakkariensis ingår i släktet Tabanus och familjen bromsar.
Artens utbredningsområde är Turkiet. Inga underarter finns listade i Catalogue of Life.